# Herfried Ruhs
Herfried Ruhs (* 17. Januar 1951) ist ein ehemaliger deutscher Fußballspieler.

## Sportlicher Werdegang
Ruhs rückte als 19-Jähriger beim SSV Jahn Regensburg in die Wettkampfmannschaft, die in der seinerzeit zweitklassigen Regionalliga Süd antrat. Am Ende der Spielzeit 1973/74 verpasste der Offensivspieler mit der Mannschaft als Tabellenletzter die Qualifikation für die 2. Bundesliga deutlich und stieg in die Bayernliga ab. In der Spielzeit 1974/75 lieferte sich der Jahn ein Duell mit dem FV Würzburg 04 um die Drittligameisterschaft, an der Seite von Werner Michalka, Michael Hümmer und Hans Meichel stieg Ruhs direkt wieder in die Zweitklassigkeit auf. In der 2. Bundesliga Süd war Ruhs Stammspieler in der Offensive und mit elf Saisontoren vereinsintern bester Torschütze, als Viertletzter der Spielzeit 1975/76 profitierte er mit der sportlich abgestiegenen Mannschaft von der Lizenzrückgabe des Ligakonkurrenten 1. FSV Mainz 05 und hielt somit am grünen Tisch die Klasse. Der Klub befand sich jedoch in finanziellen Engpässen und strukturierte den Kader um und setzte vor allem auf regionale Talente sowie Jugendspieler wie Hans Melzl, Michael Richthammer oder Rudolf Kraus, aber auch Querelen im Vereinsumfeld zwischen verschiedenen Lagern über die zukünftige Ausrichtung bedeuteten auch in der Folgesaison den Abstiegskampf. Trotz eines überraschenden 3:0-Heimerfolges über den späteren Zweitligameister VfB Stuttgart gegen Ende der Hinrunde hielt die Mannschaft sportlich in der zweithöchsten Spielklasse kaum mit. Die 0:8-Niederlage im Rückspiel gegen den VfB Stuttgart – Ottmar Hitzfeld stellte einen Rekord auf und erzielte als erster im deutschen Profifußball sechs Tore in einem Spiel – am vorletzten Spieltag erwies sich als „Sargnagel“ – am letzten Spieltag zog der nach einem 2:2-Remis gegen Tabellenschlusslicht BSV Schwenningen nunmehr punktgleiche FK Pirmasens aufgrund der besseren Tordifferenz am Jahn vorbei und hielt nach dem Lizenzverzicht des SV Röchling Völklingen seinerseits am grünen Tisch die Klasse, während die Bayern den Gang in die Drittklassigkeit antraten. Dabei war Ruhs in den letzten vier Spielen nicht mehr zum Zug gekommen, mit zehn Toren war er im Saisonverlauf erneut zweistellig erfolgreich gewesen. In der Bayernliga misslang jedoch die Konsolidierung, der Klub wurde direkt in die bayerische Landesliga durchgereicht.
Nach dem Abstieg in die Viertklassigkeit zog Ruhs innerhalb der Bayernliga zum ESV Ingolstadt-Ringsee weiter. Als Dritter der Spielzeit 1977/78 wurde die Mannschaft als bayerischer Vertreter für die Deutsche Amateurmeisterschaft 1978 nominiert und erreichte dort die Endspiele, musste sich aber dem nordbadischen Vertreter SV Sandhausen geschlagen geben. Mit dem Klub schaffte er in der folgenden Spielzeit die Bayernligameisterschaft, die mit dem Aufstieg in die 2. Bundesliga sowie der Teilnahme an er Deutschen Amateurmeisterschaft 1979 verbunden war. Im Hinspiel war er beim 4:1-Heimerfolg über den FC Hertha 03 Zehlendorf neben seinen Sturmpartnern Josef Bittl, dem zwei Tore gelangen, und Gustav Jung ebenso als Torschütze erfolgreich. Trotz der 0:1-Rückspielniederlage reichte dies zum Titelgewinn. In der  Zweitligaspielzeit 1979/80 war Ruhs mit elf Saisontoren hinter dem dreimal erfolgreicheren Werner Killmaier zweitbester vereinsinterner Torschütze und damit maßgeblich am Klassenerhalt der Eisenbahner auf dem letzten Nichtabstiegsplatz beteiligt. Auch in der folgenden Spielzeit belegte er – nunmehr mit nur noch fünf Saisontoren in 29 Zweitligaspielen – mit dem Klub den fünftletzten Rang der Südstaffel, aufgrund der Einführung der eingleisigen 2. Bundesliga war dies jedoch mit dem Gang in die drittklassige Bayernliga verbunden. Ähnlich wie beim Jahn misslang nach dem Abstieg aus der Zweitklassigkeit die Konsolidierung, auch der ESV wurde direkt in die Landesliga durchgereicht.
Ruhs folgte im Sommer 1982 dem Ruf der in der Bezirksliga antretenden und von Immobilienmagnat Roland Holly unterstützten SpVgg Starnberg, bei der der später als Hochstapler enttarnte Harry Pfeil die Geschicke leitete. Mehrfach verpasste der Klubs seinerzeit nur knapp den Landesligaaufstieg. Nach dem Ende seiner aktiven Laufbahn, bei der Ruhs zeitweise auch als Interimsspielertrainer tätig gewesen war, übernahm er kurzzeitig das Management des Klubs. 1985 führte er dabei den Klub mit Trainer Siegward Daschner in die Viertklassigkeit. 
Ruhs studierte an der Universität Regensburg sowie in München Sport auf Lehramt. Nach seiner Zeit bei der SpVgg Starnberg arbeitete er unter anderem für Holly als Immobilienmakler in Starnberg.